# Мур (Айдахо)
Вижте пояснителната страница за други значения на Мур.
Мур (на английски: Moore) е град в окръг Бют, щата Айдахо, САЩ. Мур е с население от 196 жители (2000) и обща площ от 0,7 km². Намира се на 1668 m надморска височина. ЗИП кодът му е 83255, а телефонният му код е 208.